# Alley Cat
 (novembre 2018).
Si vous disposez d'ouvrages ou d'articles de référence ou si vous connaissez des sites web de qualité traitant du thème abordé ici, merci de compléter l'article en donnant les références utiles à sa vérifiabilité et en les liant à la section « Notes et références ».
Alley Cat est un jeu vidéo conçu par le game designer Bill Williams des studios SynSoft et commercialisé en 1983 sur Atari 800 et en 1984 sur compatible PC. Le joueur contrôle un chat de gouttière dont le but est de s'introduire chez les gens pour y commettre des méfaits.

## Système de jeu

### Généralités
Le jeu est en vue de profil. Il est intégralement en anglais. Il peut se jouer aussi bien au clavier qu'au joystick.

### Phases de jeu

#### La rue
Le premier écran que le chat traverse est une allée où se trouvent des poubelles. Elles sont posées devant une palissade. Au-dessus de celle-ci, on voit douze fenêtres réparties en carré devant lesquelles passent des cordes à linge mobiles latéralement. Le but du jeu est ici de sauter dans l'une des fenêtres, en outrepassant certaines difficultés (chats errants, chiens, projectiles...). Une fois les objectifs accomplis, le joueur passe alors au deuxième écran.

#### Les mini-jeux
Dans les pièces que le joueur visite, il y a un balai. Il efface les traces de vos pas et une fois cette tâche terminée, il tentera de renvoyer le chat par la fenêtre d'où il vient. Il y a cinq pièces qui correspondent à cinq mini-jeux :
- L'oiseau en cage : Une cage est posée au centre de la pièce sur une table. Le chat doit la faire tomber et attraper l'oiseau qui s'en échappe en sautant sur les meubles (lampe, chaises, table, rideau, tableau) en place.
- L'aquarium : Le premier objectif de ce jeu est de sauter dans un aquarium posé sur une table. Une fois à l'intérieur, le joueur doit attraper tous les poissons sans se faire électrocuter par des ondelettes. Un poisson attrapé provoque l'apparition d'une ondelette supplémentaire.
- Le fromage : Dans cette pièce trône un énorme morceau de gruyère dans les trous duquel quatre souris apparaissent aléatoirement. Le chat doit les attraper.
- Les chiens endormis : Dans cette pièce, des chiens dorment devant leurs gamelles, le but du chat est boire le contenu des gamelles sans les réveiller.
- La bibliothèque : Une grande bibliothèque siège dans la pièce. Le chat doit récupérer trois plantes en pot au-dessus de celle-ci en évitant l'araignée qui monte la garde. Pour cela, le joueur peut faire sauter son chat sur les rayonnages.

#### Retour dans la rue
En cas de victoire le joueur retourne alors dans la rue et doit entrer une nouvelle fois dans un appartement.

#### L'épreuve finale
Dans cet écran, le joueur doit faire monter sept plates-formes constituées de cœurs alignés. Les cœurs ont deux états : pleins ou brisés. Le chat ne peut pas marcher sur un cœur brisé. Des Cupidon entourent la fenêtre de jeu et tirent des flèches en diagonale. Elles modifient l'état des cœurs en passant dessus. Il y a un chat par plate-forme, sauf sur celle du bas ou le joueur commence. Il en apparaîtra si le joueur prend trop de temps. Toucher un chat ou une flèche fait tomber d'une plate-forme à la verticale. Tomber de la plate-forme du bas fait revenir au premier écran. Le chat, arrivé sur la dernière plate-forme, doit embrasser la chatte présente sur celle-ci pour gagner le niveau.

### Système de points
Un système de high-score est présent dans le jeu. Il n'y a que trois moyens de gagner des points :
- Manger une souris dans « La rue »
- Finir un mini-jeu rapidement
- Finir l'écran « Cupidon » pour multiplier ses points

### Systèmes de vies
On commence le jeu avec trois vies. On gagne une vie par niveau passé. Le chat a peu de possibilités de perdre une vie :
- Être attaqué par un chien
- Être électrocuté dans « L'aquarium »
- Être piqué par l'araignée dans « La bibliothèque »
- Être percuté par un projectile

Les occasions sont néanmoins fréquentes.

### Système de niveaux
Le jeu comporte quatre degrés de difficulté (Kitten, House Cat, Tomcat, Alley Cat).
Chaque niveau reprend le même schéma expliquée ci-dessus. Seule la difficulté est accrue avec par exemple :
- Des apparitions de chien plus fréquentes
- Un placement des poubelles plus délicat à appréhender
- Plus d'apparition de chiens
- Moins de vêtements suspendus auxquels s'accrocher
- Plus de flèches dans l'épreuve finale avec les chats qui s'approchent de vous pour vous faire tomber
- Dans l'épreuve du fromage, les souris apparaissent aux trous moins longtemps
- etc.

## Versions
La version Atari 800 propose des graphismes « 16 couleurs » et est disponible au format disquette et cassette. Synapse Software a sorti le jeu sur ces deux formats aux États-Unis, tout comme Ariolasoft qui en a assuré la distribution sur le territoire allemand. Au Royaume-Uni, US Gold a vendu le programme sur son label de jeux à bas prix Americana (en cassette uniquement) en 1986. Dans ce pays, le titre aurait dû sortir directement sur le label SynSoft (réservé aux logiciels Synapse Software importés des États-Unis) une année plus tôt mais cette version n'a jamais vu le jour.
La version PC, publiée par IBM, a été conçue pour tourner sur PC DOS ou MS-DOS, mais fonctionne aussi sur leurs successeurs, comme Windows. La résolution du jeu est 320x200. Il affiche quatre couleurs simultanément à l'écran parmi : noir, blanc, cyan, magenta, rouge, vert, jaune et bleu. La musique et les bruitages utilisent le PC speaker (sons système à une seule voie). Le jeu est parfois considéré par les nostalgiques comme l'un des plus grands de l'époque CGA. Il propose de nombreuses possibilités en termes de gameplay par rapport à la place mémoire qu'il occupe : un fichier COM de 56,448 bytes.